# Mylo Xyloto
《Mylo Xyloto》(마일로 자일로토)는 콜드플레이의 다섯 번째 정규 앨범이다. "마일로 자일로토"로 발음되는 이 앨범은 2011년 10월 19일에 처음 발매되었다. 전 앨범과 마찬가지로 프로듀서 브라이언 이노(Brian Eno)가 제작에 참여하였다.

## 수록곡
1. Mylo Xyloto
2. Hurts Like Heaven
3. Paradise
4. Charlie Brown
5. Us Against the World
6. M.M.I.X.
7. Every Teardrop Is a Waterfall
8. Major Minus
9. U.F.O.
10. Princess of China (featuring Rihanna)
11. Up in Flames
12. A Hopeful Transmission
13. Don't Let It Break Your Heart
14. Up with the Birds